# Darabană

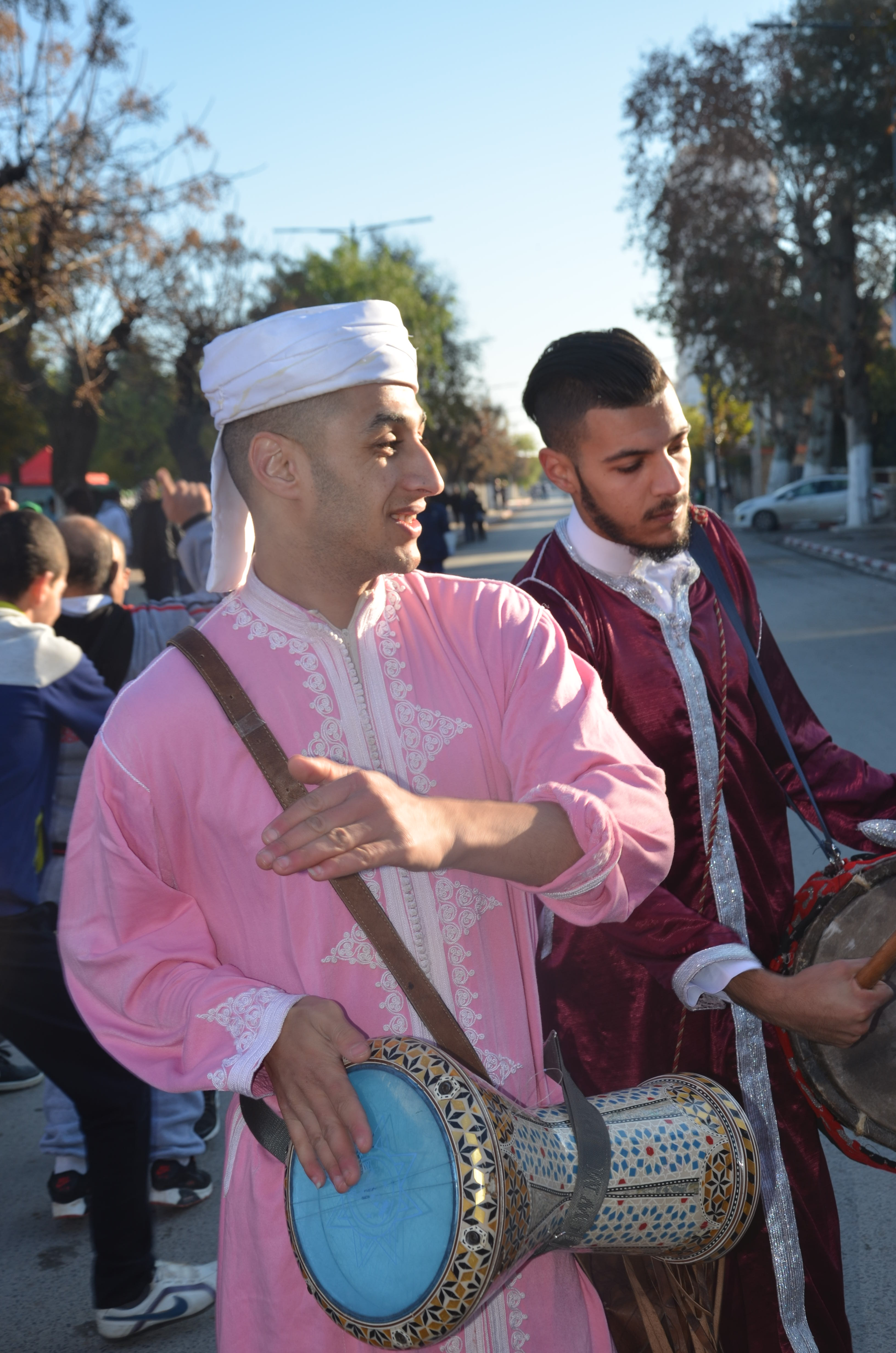
Darabană (Algeria).

Darabana sau darbuka este o tobă de mână, specifică Orientului Mijlociu și Orientului Apropiat, în formă de pocal, cu o membrană subțire, care dă un sunet înalt, ca o pocnitură. Există din vremuri străvechi (se pare că a fost inventată înaintea scaunului). În funcție de regiune, este cunoscută sub diferite denumiri.
- Darbakeh/Tarabuka (General)
- Dobouk (Ungaria)
- Toumberleki/Toumpeleki (Grecia)
- Darabană/Tarabuka (România)
- Qypi (Albania)
- Tarambuke (Balcani)
- Doumbek/Doumbeg (Armenia)
- Darbuka/Dumbelek (Israel Turcia)
- Dumbul/Dunbul (Azerbaijan)
- Tablah/Tableh (General)(Arabia)
- Derbakeh (Liban)
- Dombuk/Derbakeh (Asiria)
- Tombak/Tonbak/Zarb (Iran)
- Tarbouka (Bukhori)
- Zairbaghali (Afganistan (Dari)
- Klong (sau Glong)Yao (Laos Thailanda)
- Mindanao (Filipine)

Este înrudită cu toba africană djembe.

## Materiale
Toba are membrana la un cap, iar celălalt se termină într-o gâtuitură, fiind deschisă. Corpul poate fi din metal (adeseori aluminiu), ceramică sau lemn. Membrana, tradițional, este făcută din piei de animal (adeseori capră) și, mai nou, din diferite materiale plastice.
Corpurile ceramice și membrana din piele de animal dau tonalitatea cea mai apreciată, deși adeseori combinația corp de metal și membrană de plastic este preferată din motive practice.

## Tehnică
La această tobă se intreperetează printr-o lovire mai ușoară decât la alte tobe, în special africane, cum ar fi djembe. (De fapt, se pare că djembe provine din darbuka.)
Sunt două tipuri principale de tobe pocal. Tipul egiptean are margini rotunjite în jurul capului tobei, în timp ce la tipul turcesc expune marginile capului. Marginile expuse permit acces mai rapid la marginile capului, astfel încât permite pocnirea (plesnirea) cu degetele, dar marginea tare descurajează răsucirile rapide din stilul egiptean.
Se poate interpreta la această tobă în timp ce este ținută la subraț sau între genunchi în timp ce interpretul stă jos. Există ritmuri variate ce constituie baza folclorului din Orientul Apropiat și Orientul Mijlociu.

## Interpreți
- Ovidiu Lipan, membru al trupei Phoenix.
- Elitsa Todorova, interpretă bulgară de folclor.
- Stoyan Yankoulov, percuționist bulgar.

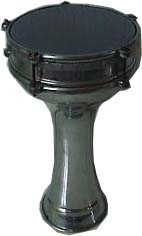
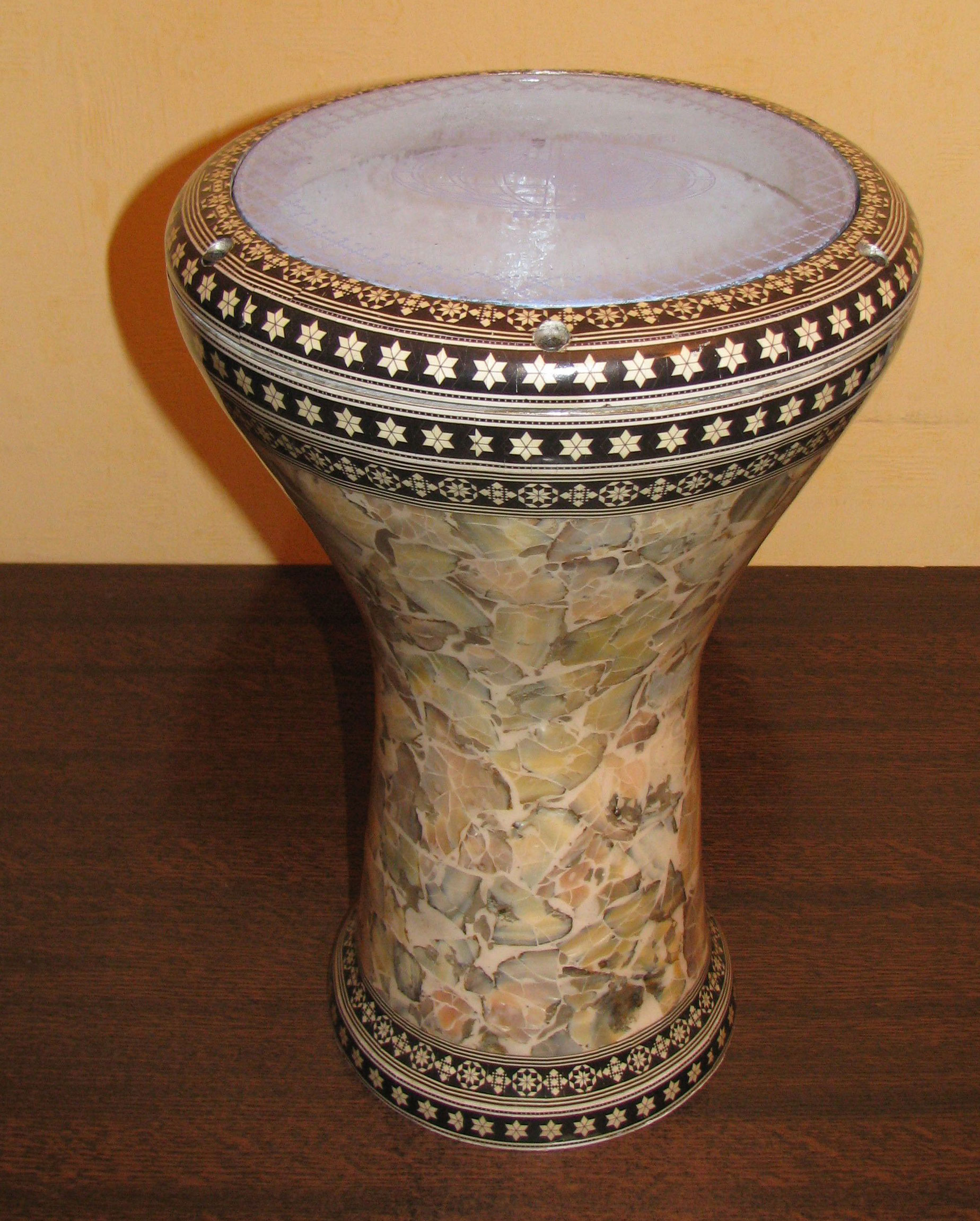
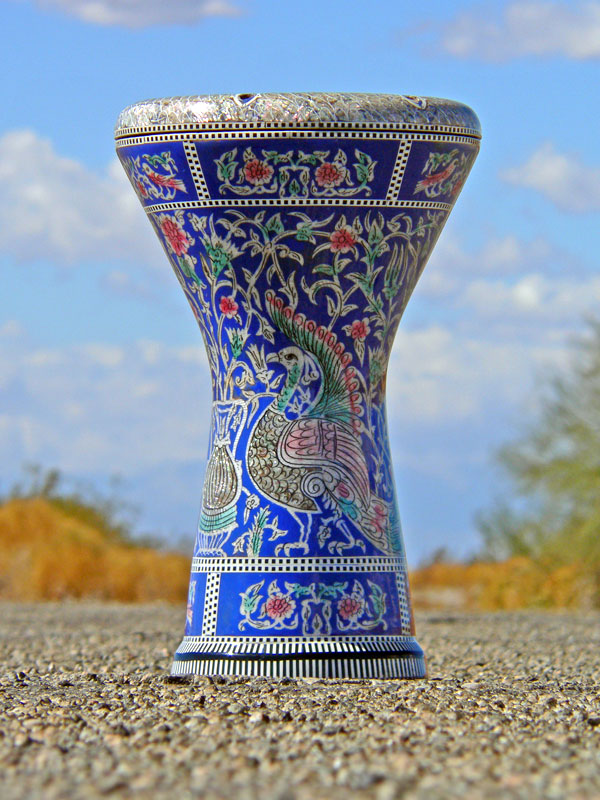
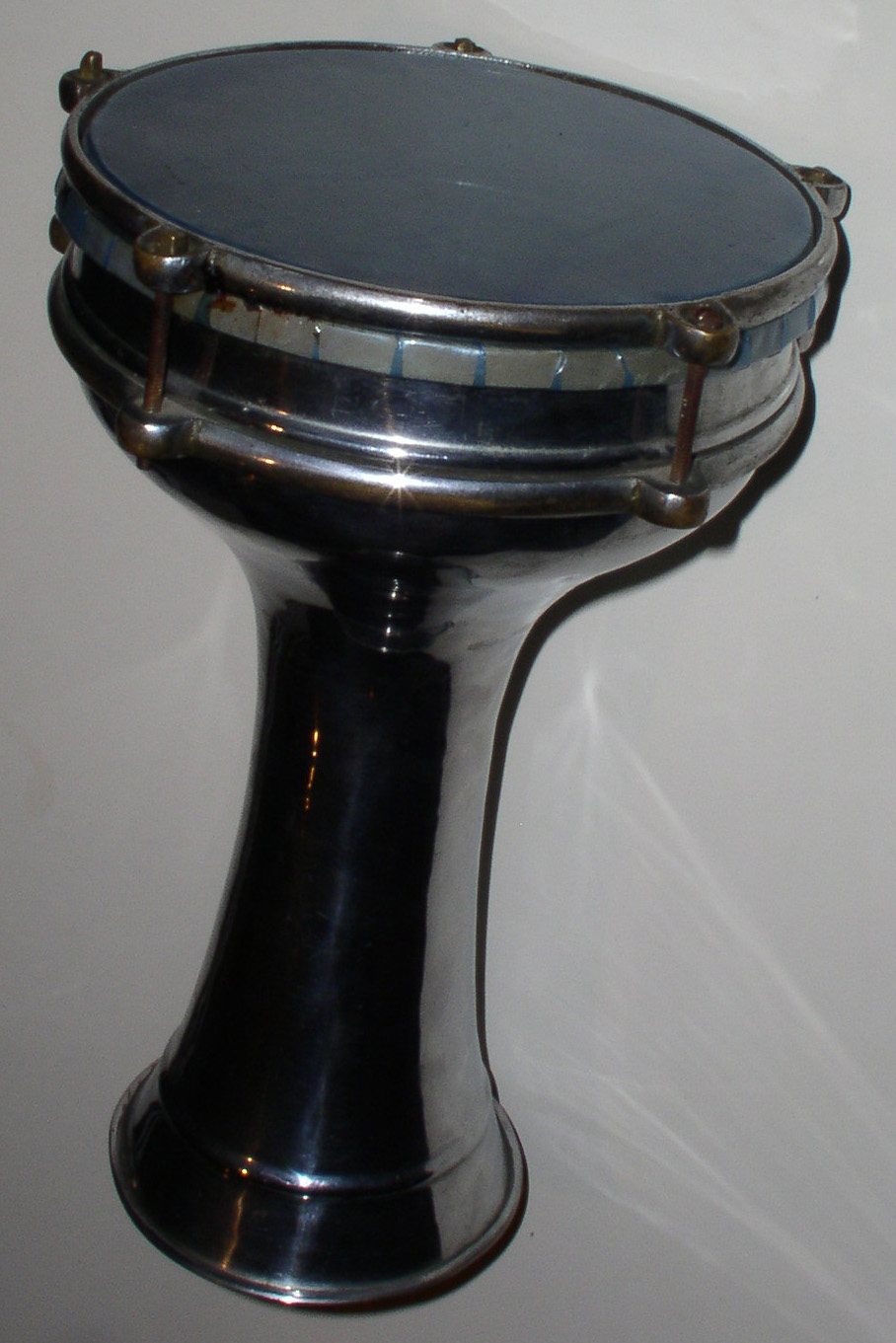